# Prix Marcel-Pollitzer
Pour les articles homonymes, voir Pollitzer.
Le prix des écrivains combattants Fondation Marcel-Pollitzer est un prix littéraire créé en 1953 à l’initiative de l’Association des écrivains combattants. Il est remis chaque année à l’occasion de l'assemblée générale de l’association et porte le nom de l’écrivain Marcel Pollitzer. Le prix Marcel-Pollitzer est réservé à « un ouvrage historique et, de préférence, à une biographie. »

## Liste des lauréats

### Années 1970
- 1972 - Claude Michelet
- 1973 - Gabriel de Broglie
- 1974 - Micheline Dupuy
- 1975 - Françoise de Bernardy, Flahaut, 1785-1870, fils de Talleyrand, Perrin
- 1976 - Philippe Ragueneau, Julien ou la route à l'envers, Albin-Michel
- 1977 - Roger Glachant, Suffren et le temps de Vergennes, France-Empire
- 1978 - Pierre Levergeois, J'ai choisi la D.S.T., Flammarion
- 1979 - Bernardine Melchior-Bonnet, Jérôme Bonaparte, Librairie Académique Perrin

### Années 1980
- 1980 - Paul Guth, Moi, Joséphine Impératrice, Albin-Michel
- 1981 - Arnaud d'Antin de Vaillac, Pou Yi, dernier empereur de Chine, France-Empire
- 1982 - Danielle Décuré, Vous avez vu le pilote ? C'est une femme, Robert Laffont
- 1983 - Marc Audry, Bel Ami, c'est moi, Presses de la Cité
- 1984 - Pierre Miquel, La Grande Guerre, Fayard
- 1985 - Hervé Le Boterf, Brave général Cambronne, France-Empire
- 1986 - Christian Pennera, Robert Schuman. La Jeunesse et les débuts politiques d'un grand européen, de 1886 à 1924, Pierron
- 1987 - Micheline Dupray, Roland Dorgelès, Albin Michel
- 1988 - Bernard Pierre, Le roman du Danube, Plon
- 1989 - Gaston Palewski

### Années 1990
- 1990 - Michel Herubel
- 1991 - Philippe Séguin, Napoléon le Grand, Grasset
- 1992 - Arthur Conte
- 1993 - Pierre Pellissier
- 1994 - Jacques Hubert
- 1995 - François Bayrou
- 1996 - Hélie de Saint Marc
- 1997 - Claude Guy, En écoutant de Gaulle, Grasset
- 1998 - Guillemette de Sairigné, Mon illustre inconnu, Fayard
- 1999 - Geneviève de Gaulle-Anthonioz, La Traversée de la nuit, Seuil

### Années 2000
- 2000 - André Sellier
- 2001 - Geneviève Salkin
- 2002 - François Broche
- 2003 - Jean-Christophe Notin
- 2004 - Philippe Doumenc, Les amants de Tonnegrange, Seuil
- 2005 - Georges Longeret, Jacques Laurent et Cyril Bondroit, Les combats de la RC4, Indo Éd.
- 2006 - Amaury Lorin, Paul Doumer, L'Harmattan
- 2007 - André Turcat
- 2008 - Francis Huré, Portrait de Pechkoff, Éd. de Fallois
- 2009 - Dominique Paladilhe, Le Grand Condé, Pygmalion

### Années 2010
- 2010 - Charles Zorgbibe, Metternich, le séducteur diplomate, Éd. de Fallois
- 2011 - Henry Bogdan, Les Hohenzollern, Perrin
- 2012 - Jean Castarède, Louis XIII et Richelieu, France-Empire
- 2013 - Pierre Milza, Garibaldi, Robert Laffont
- 2014 - Catherine Decours, Juliette Récamier, Perrin
- 2015 - Jean-Christian Petitfils, Louis XV, Perrin
- 2016 - Lydwine Scordia, Louis XI, Ellipses
- 2017 - Anne Theis et Laurent Theis, La duchesse de Dino, Robert Laffont